# Gay-Lussac-törvény

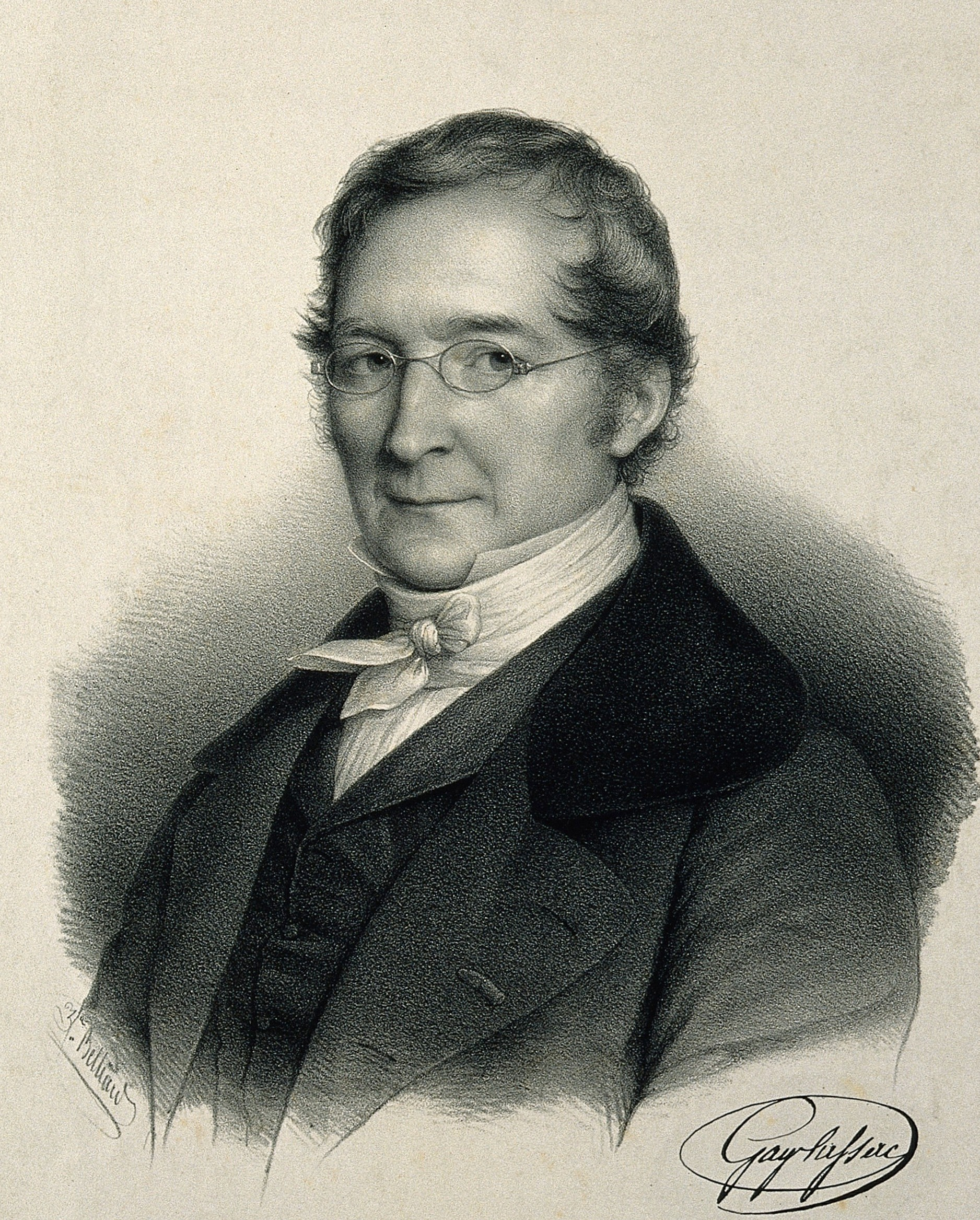
Joseph Louis Gay-Lussac (1778 – 1850)

Joseph Louis Gay-Lussac (ejtsd: zsozef lui gelüszák; IPA: [ʒozɛf lwi ɡelysak] 1778–1850) francia vegyészről három törvényt neveztek el, mindhárom a gázok állapotváltozásairól ír, és mindhárom ismert más néven is. E három közül Gay-Lussac-törvény alatt a magyar tankönyvekben általában az ideális gázok állandó térfogat melletti állapotváltozását leíró összefüggést értik (melynek nemzetközileg elterjedt neve: Amontons-törvény).

## Ideális gáz izochor állapotváltozása (1802)
Ismert mint Amontons-törvény (ejtsd: /amonton/; Guillaume Amontons francia feltaláló, fizikus után) vagy mint Gay-Lussac második törvénye. Egy adott térfogatú gáz nyomása (p) egyenesen arányos a hőmérsékletével (T), vagyis izochor feltételek között a gáz nyomásának és hőmérsékletének hányadosa állandó.
Képletben kifejezve: {\displaystyle {\frac {p}{T}}=k}, ahol k állandó.

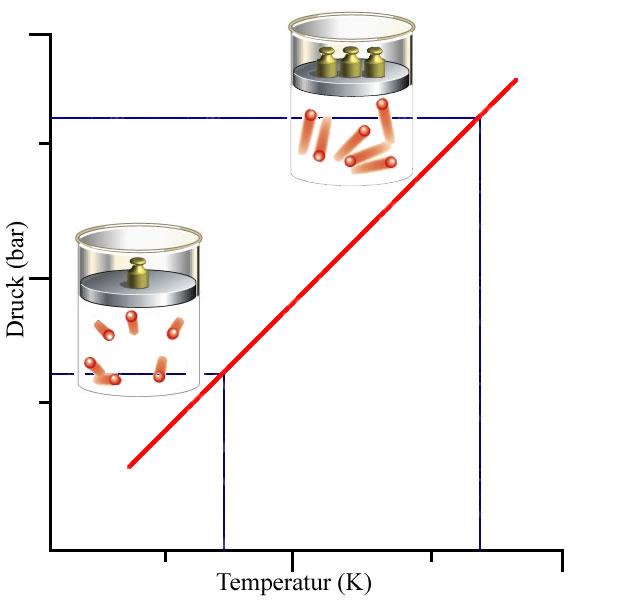
p-T grafikon

A gáz hőmérséklete a mozgási energiájának mértéke. Ahogy a gáz mozgási energiája nő, a molekulái egyre gyakrabban ütköznek a tartály falával nagyobb nyomást okozva.
Ha ábrázoljuk adott térfogatú és anyagmennyiségű gáz nyomását a hőmérséklet függvényében, egyenest kapunk. Ha a grafikont több, különböző mennyiségű gázzal elvégezzük, azt tapasztaljuk, hogy az egyenes meredeksége változhat, de a hőmérséklet tengelyét mindig -273,15˚C-nál metszi. Ez a megfigyelés adta később az ötletet Lord Kelvinnek az abszolút hőmérsékleti skála bevezetésére.
Ha egy közeg két állapotát akarjuk összehasonlítani, a fenti törvényt ilyen alakba is írhatjuk:
{\displaystyle {\frac {p_{1}}{T_{1}}}={\frac {p_{2}}{T_{2}}}\qquad \mathrm {vagy} \qquad {p_{1}}{T_{2}}={p_{2}}{T_{1}}}
A Gay-Lussac-törvényből, a Charles-törvényből és a Boyle–Mariotte-törvényből levezethető az egyesített gáztörvény.

## Ideális gáz izobár állapotváltozása (1802)
Ismert mint Charles törvénye (ejtsd: sárl) vagy mint Gay-Lussac első törvénye, mert Charles Gay-Lussac adatait használta fel törvénye megfogalmazásához.
Ennek értelmében adott mennyiségű ideális gáz állandó nyomáson mért térfogata egyenesen arányos az abszolút hőmérsékletével (hőmérséklet kelvinben kifejezve).
ha p = állandó, akkor {\displaystyle {\frac {V_{1}}{T_{1}}}={\frac {V_{2}}{T_{2}}}\qquad }

## Gázok elegyének térfogata (1809)
Ha két gáz elegye szintén gáz, akkor a két alkotórész gázok térfogatának és az elegy térfogatának arányát kis egész számokkal lehet kifejezni. Később ez a törvény vezette Avogadrót törvénye felismerésére (1811).